# Staatsvertrag über Mediendienste
Der Staatsvertrag über Mediendienste (kurz Mediendienste-Staatsvertrag oder MDStV) war ein Staatsvertrag zwischen allen deutschen Bundesländern. Er trat 2007 außer Kraft mit Inkrafttreten des Telemediengesetzes (kurz TMG). Er sollte seinerzeit – zusammen mit dem Teledienstegesetz (TDG) des Bundes – einheitliche Regelungen für die verschiedenen Nutzungsmöglichkeiten von elektronischen Informations- und Kommunikationsdiensten schaffen und damit die Internetentwicklung seit Anfang der 1990er Jahre rechtlich nachvollziehen. In 2007 wurden das Teledienstegesetz und der Mediendienste-Staatsvertrag durch das Telemediengesetz und den flankierenden Rundfunkstaatsvertrag (kurz RStV bzw. in lang Staatsvertrag für Rundfunk und Telemedien) ersetzt.
Der MDStV darf nicht verwechselt werden mit dem im November 2020 in Kraft getretenen Medienstaatsvertrag (kurz MStV), der seinerseits den bis dahin geltenden Rundfunkstaatsvertrag ablöste. Der MDStV ist insoweit ein früher Vorgänger des MStV.

## Geschichte
Der Mediendienste-Staatsvertrag vom 31. Januar 1997 trat am 1. August 1997 in Kraft; gleichzeitig trat der Staatsvertrag über Bildschirmtext außer Kraft. Vorausgegangen war eine intensive Debatte zwischen Ländern und Bund. Dem gemeinsamen Ziel, einen einheitlichen Rechtsrahmen für Internet-Dienste zu schaffen, standen unterschiedliche Vorstellungen über die jeweiligen Gesetzgebungskompetenzen gegenüber. Der MDStV und das Teledienstegesetz enthielten deshalb teilweise parallele Regelungen, was ihre Anwendung erschwerte.
Der Mediendienste-Staatsvertrag wurde dreimal geändert. Am 1. März 2007 trat er außer Kraft.  Soweit der MDStV Doppelregelungen zum TDG enthielt, finden sich die Nachfolgeregelungen jetzt ausschließlich auf Bundesebene im Telemediengesetz.

## Regelungsgebiete
Der Mediendienste-Staatsvertrag galt nur für Mediendienste, nicht für Teledienste im Sinne des Teledienstegesetzes und nicht für Rundfunk im Sinne des Rundfunkstaatsvertrages (vgl. § 2 MDStV).
Wesentliche Inhalte des MDStV waren:
- Zulassungs- und Anmeldefreiheit von Mediendiensten (§ 4 MDStV)
- Regelungen zur Haftung der Diensteanbieter (§§ 6 bis 9 MDStV), insbes. Providerhaftung
- Informationspflichten von Diensteanbietern (§ 10 MDStV)
- Sorgfaltspflichten von Diensteanbietern (§ 11 Abs. 2 MDStV)
- Pflicht zur Gegendarstellung (§ 14 MDStV)
- Auskunftsrechte von Diensteanbietern (§ 15 MDStV)
- Datenschutzregelungen (§§ 16 bis 21 MDStV)

Analog zur presserechtlichen Verantwortlichkeit wurde der Verantwortliche im Sinne des Mediendienste-Staatsvertrags als V.i.S.d.M. abgekürzt.

## Anwendungspraxis
Der Geltungsbereich des MDStV war von Beginn an umstritten. Unklar war vor allem die Abgrenzung zwischen den zulassungsfreien Mediendiensten und den zulassungspflichtigen Rundfunkangeboten nach dem Rundfunkstaatsvertrag vor dem verfassungsrechtlichen Hintergrund von Rundfunkrecht und Presserecht (Stichworte: Rundfunkbegriff, elektronische Presse). Schwierigkeiten bereitete beispielsweise die Einordnung von Video-on-Demand, Near-Video-on-Demand und Streaming Media.
Im Jahr 2001 wurden in Nordrhein-Westfalen auf Behördenanordnung nach § 22 Abs. 3 MDStV mehrere Webseiten gesperrt, was über den juristischen Bereich hinaus in der Öffentlichkeit zu Diskussionen führte.
Umstritten waren auch die Anbieterkennzeichnung nach § 10 Abs. 2 MDStV und die Haftung der Betreiber von Meinungsforen im Internet, § 9 Nr.2 MDStV.